# Влада Јована Веселинова
Влада Јована Веселинова је била друго Извршно веће Народне Републике Србије. Формирана је 16. децембра 1953. и трајала је до 6. априла 1957. године.

## Састав Владе
| Функција                    | Слика | Име и презиме          | Странка        | Детаљи                      |
| --------------------------- | ----- | ---------------------- | -------------- | --------------------------- |
| Председник Извршног већа    |       | Јован Веселинов        | СК Југославије |                             |
| потпредседник               |       | Слободан Пенезић Крцун | СК Југославије |                             |
| потпредседник               |       | Спасенија Цана Бабовић | СК Југославије |                             |
| потпредседник               |       | Михаило Швабић         | СК Југославије | на функцији од 1954. године |
| Секретари                   |       |                        |                |                             |
| Секретар унутрашњих послова |       | Војин Лукић            | СК Југославије |                             |
| Секретар комуналних послова |       | Геза Тиквицки          | СК Југославије |                             |
|                             |       | Раденко Броћић         | СК Југославије |                             |